# Маврицій Країнський
Маврицій Евстахій Валентій Країнський гербу Єліта (пол. Maurycy Eustachy Walenty Kraiński; 24 вересня 1804, Германовичі — 6 січня 1885, Вишатичі) — поміщик, консервативний галицький політик, заступник маршалка Крайового виділу.

## Біографія
Закінчив середню школу, а потім вивчав право у Терезіанумі у Відні. У 1826—1831 роках працював писарем у Львівському намісництві. Учасник Листопадового повстання. Спочатку служив у корпусі ген. Юзефа Дверницького. Після капітуляції під Лулінцем пробрався до Стопниці, де приєднався до легіону «Вісла». Закінчив у званні молодшого лейтенанта.
Поміщик, спочатку орендар маєтку Блажова (1831—1837), потім власник маєтків: Германовичі (1837—1866), Яксманичі, Вітошинці, Боратин (1882—1885), Вишатичі (1842—1885). З 1843 року належав до Галицького земельного кредитного товариства, де був заступником директора (1843) і головою наглядової ради (1868, 1875—1876). 1844 року перебував у Німеччині та Франції. Член-засновник (3 липня 1845) і діяч Галицького господарського товариства, член його комітету (31 січня 1846 — 17 лютого 1857). Автор меморіалу ГГТ до уряду про необхідність державної допомоги галицькому сільському господарству (1855).
Політично активний, пов'язаний з консервативним табором органіків на чолі з Леоном Людвіком Сапігою, галицьким державником, у 1842—1848 рр. заступником державного департаменту. Займався переважно кадастровими справами та сільськогосподарською освітою. 1846 року разом з Аґенором Ґолуховським він увійшов до комісії намісництва, яка мала займатися питанням скасування кріпосного права, у якій вони представили вигідний для поміщиків проєкт, що передбачав повне скасування кріпацтва за компенсацію. Він послідовно дотримувався цієї позиції в наступні роки (1847—1850), представивши її в наступних меморандумах Державного департаменту уряду. Під час Весни народів він був членом консервативного Товариства землевласників. У березні 1848 р. подав свій мандат до Державного сейму. Наприкінці травня 1848 р. учасник Слов'янського з'їзду в Празі, тодішній прихильник рівноправності поляків і українців у Галичині. Після придушення «Весни народів» у листопаді 1848 року він знову був членом Державного департаменту. Свої погляди на сільськогосподарську реформу він виклав у меморіальних «Записках» Мавриція Крайнського про сервітути в Галичині у відповіді на запитання міністра Баха (1850). Тоді на нього напали демократи за бажання повернути кріпацтво. Разом із Леоном Сапігою він прагнув побудувати залізницю з Кракова до Львова. З 1855 року член наглядової ради залізниці імені Кароля Людвіга. Він також був викладачем, а потім куратором Ощадної каси у Львові (1854—1869).
Був депутатом першого (15.04.1861 — 31.12.1866), другого (18.02.1867 — 13.11.1869) і третього (20.08.1870 — 26.04., 1876) Галицького сейму. Обраний по І курії (велика власність) у виборчому окрузі № 3 (Перемишль). У січні 1861—1876 рр. не був пов'язаний з жодною партією в сеймі, але представляв консервативні та праві погляди. Він працював головним чином у таких комітетах: пропінації, адміністрації (де був президентом) і фонду, а його промови в палаті стосувалися податкових питань, національного бюджету, шкільної ради та розвитку комунікації. Він також був віцепрезидентом Національного департаменту з 1876 року. Як лідер консервативної поміщицької шляхти і завдяки своїй обізнаності він посідав особливе місце в сеймі, де його називали «дуайєном»; його вважали ходячою енциклопедією Галичини. Депутат Австрійської державної ради 2-го терміну (14 грудня 1869 — 31 березня 1870), обраний сеймом від 1-ї курії. На засіданнях він не солідаризувався з Польським гуртком у Відні. Склав мандат разом із 30 галицькими депутатами на знак протесту за прихильність до німців і неприйняття Галицької резолюції.
Казімєж Хлєдовський описав діяча так: Маврицій Країнський (…) він не належав до жодної партії, але сам по собі мав дуже сильну та серйозну позицію, оскільки був найстаршим членом Національного департаменту та належав до колишнього Державного департаменту, нібито автономна корпорація, обрана галицьким сеймом, майже ніколи не збиралася за самодержавних часів. Пан Морісі чудово знав історію кожної важливої національної справи і був певною мірою енциклопедією інтересів, які стосувалися всієї країни. У всякому разі, холодний і недовірливий чоловік, важко налагоджуючи тісніші стосунки, він робив у сеймі те, що вважав за потрібне, і ні на кого не оглядався.
Наприкінці життя, у 1876—1885 роках, жив у Відні, де був членом Верховного державного трибуналу.

## Нагороди
Нагороджений орденом Леопольда та орденом Залізної корони.

## Сім'я та особисте життя
Він народився в поміщицькій родині, син Матеуша Юзефа (1763—1813) і Терези, уродженої Віслоцької (1770—1833). У нього були три брати і сім сестер: Владислав Войцех (1797—1840), Євгеніуш Фелікс і Маврицій; Євфемія (1800—1869), дружина Марціна Смаржевського і мати Северина Смаржевського, Зофія (1800—1837), дружина Станіслава Конопки Ружа (1800—1876), дружина Анастазія Козловського, Габріела (нар. 1800), дружина Фелікса Слубіча-Заленського, Аніела, дружина Антонія Ярунтовського, Кароліна, дружина Яна Ярунтовського.